# Xanthi (regional enhed)
Xanthi ( udtalt: [ˈksanθi], græsk: Περιφερειακή ενότητα Ξάνθης, tyrkisk: İskeçe) er en af de regionale enheder i Grækenland. Det er en del af periferien Østmakedonien og Thrakien. Hovedstaden er byen Xanthi. Sammen med de regionale enheder Rhodope og Evros udgør det den geografiske region Vestthrakien.

## Geografi
Xanthi grænser op til de bulgarske provinser Smolyan og Kardzhali mod nord og Det Ægæiske Hav mod syd. Den regionale enhed Kavala ligger mod vest, Drama mod nordvest og Rhodope mod øst. Rhodopebjergene dækker den nordlige del af den regionale enhed. Det højeste punkt er Koula, på 1.827 moh.
Kystområdet har et overvejende middelhavsklima, hvorimod den nordlige bjergrige del har et koldere kontinentalt klima.

## Administration
Den regionale enhed Xanthi er opdelt i 4 kommuner. Disse er (nummer som på kortet i infoboksen):
- Abdera (Avdira, 2)
- Myki (3)
- Topeiros (4)
- Xanthi (1)

### Præfektur
Xanthi blev etableret som præfektur i 1944 (græsk: Νομός Ξάνθης), da det blev udskilt fra Rhodope-præfekturet. Som en del af Kallikratis-regeringsreformen i 2011 blev præfekturet omdannet til en regional enhed i regionen Østmakedonien og Thrakien uden ændring af dets grænser. Samtidig blev kommunerne omorganiseret, ifølge nedenstående tabel. 
| Ny kommune        | Gamle kommuner | Sæde    |
| ----------------- | -------------- | ------- |
| Abdera ( Avdira ) | Abdera         | Genisea |
| Abdera ( Avdira ) | Vistonida      | Genisea |
| Abdera ( Avdira ) | Selero         | Genisea |
| Myki              | Myki           | Sminthi |
| Myki              | Thermes        | Sminthi |
| Myki              | Kotyli         | Sminthi |
| Myki              | Satres         | Sminthi |
| Topeiros          | Topeiros       | Evlalo  |
| Xanthi            | Xanthi         | Xanthi  |
| Xanthi            | Stavroupoli    | Xanthi  |

## Kultur
Resterne af den antikke by Abdera er blevet udgravet. Underjordiske makedonske grave fra det 2. århundrede f.Kr. er blevet opdaget i Komnina. Der er et byzantinsk slot nær den gamle bydel i Xanthi. I løbet af det 19. århundrede udviklede den lokale tobaksproduktion og handel sig hurtigt. Herregårdene i den gamle by Xanthi, hvoraf mange stadig er intakte, vidner om tobakshandlernes velstand i denne periode.